# Бербидж, Элинор Маргерит
Элинор Маргерит Бербидж, урождённая Пичи (англ. Eleanor Margaret Burbidge, урождённая Peachey, 12 августа 1919, Девенпорт, Англия — 5 апреля 2020) — англо-американский астроном.
Член Лондонского королевского общества (1964), Национальной академии наук США (1978), удостоена Национальной научной медали США (1983).

## Биография
Окончила Университетский колледж Лондона (1939) и в 1943 году там же получила степень доктора философии. В 1943—1951 годах директор обсерватории Лондонского университета. В 1951—1953 и 1957—1959 годах работала в Йеркской обсерватории, в 1955—1957 годах — в Калифорнийском технологическом институте, в 1959—1962 годах — в Чикагском университете. С 1962 года работает в Калифорнийском университете в Сан-Диего (с 1964 года — профессор, с 1979 года — директор Центра астрофизики и космических наук). В 1972—1973 годах — директор Гринвичской обсерватории.
Президент Американского астрономического общества (1976—1978, первая женщина на этом посту) и Американской ассоциации содействия развитию науки (1982). Член Американской академии искусств и наук (1969) и Национальной академии наук США (1978).
В 1948 году вышла замуж за астрофизика Джефри Бербиджа, от этого брака у них родилась дочь Сара (р. 1956). Впоследствии работала вместе с мужем.
Имела гражданство США с 1977 года.
Основные научные работы супругов Бербиджей относятся к ядерной астрофизике, теории внутреннего строения и эволюции звёзд, физике галактик и квазаров. Вместе с У. А. Фаулером и Ф. Хойлом выполнили (1955—1957) основополагающие исследования образования тяжёлых элементов при ядерных реакциях в недрах звёзд. В большом цикле работ, посвященном галактикам, изучили их химический и звёздный состав, вращение, впервые определили массы многих галактик, исследовали необычные галактики, в которых происходят взрывные процессы. В 1960-х годах одними из первых начали изучение квазаров, получили спектры многих квазаров и измерили красное смещение спектральных линий в них. Ряд работ относится к теории излучения радиогалактик, квазаров, пульсаров. Э. М. Бербидж являлась одним из инициаторов создания космического телескопа, возглавляла Комитет по космическому телескопу при Ассоциации университетов для исследований в астрономии.

## Награды и признание
- 1959 — Премия Хелены Уорнер от Американского астрономического общества (совместно с супругом Джефри Бербиджем)
- 1977 — Лекция Карла Янского
- 1982 — Медаль Кэтрин Брюс от Тихоокеанского астрономического общества (первая награждённая женщина)
- 1983 — Национальная научная медаль США
- 1984 — Премия Генри Норриса Рассела
- 1988 — Премия Альберта Эйнштейна
- 2005 — Золотая медаль Королевского астрономического общества (вместе с мужем)

В её честь назван астероид № 5490.